# Pietrzwałd (Sztum)
Pietrzwałd (deutsch Peterswalde) ist ein Dorf in der Stadt- und Landgemeinde (Gmina) Sztum (Stuhm) im Powiat Sztumski (Stuhmer Kreis) der polnischen Woiwodschaft Pommern.

## Geographische Lage
Das Kirchdorf liegt im ehemaligen Westpreußen, etwa fünf Kilometer nordöstlich von Stuhm (Sztum), 18 Kilometer westlich von Christburg (Dzierzgoń) und fünf Kilometer westnordwestlich von Altmark (Stary Targ). 

## Geschichte

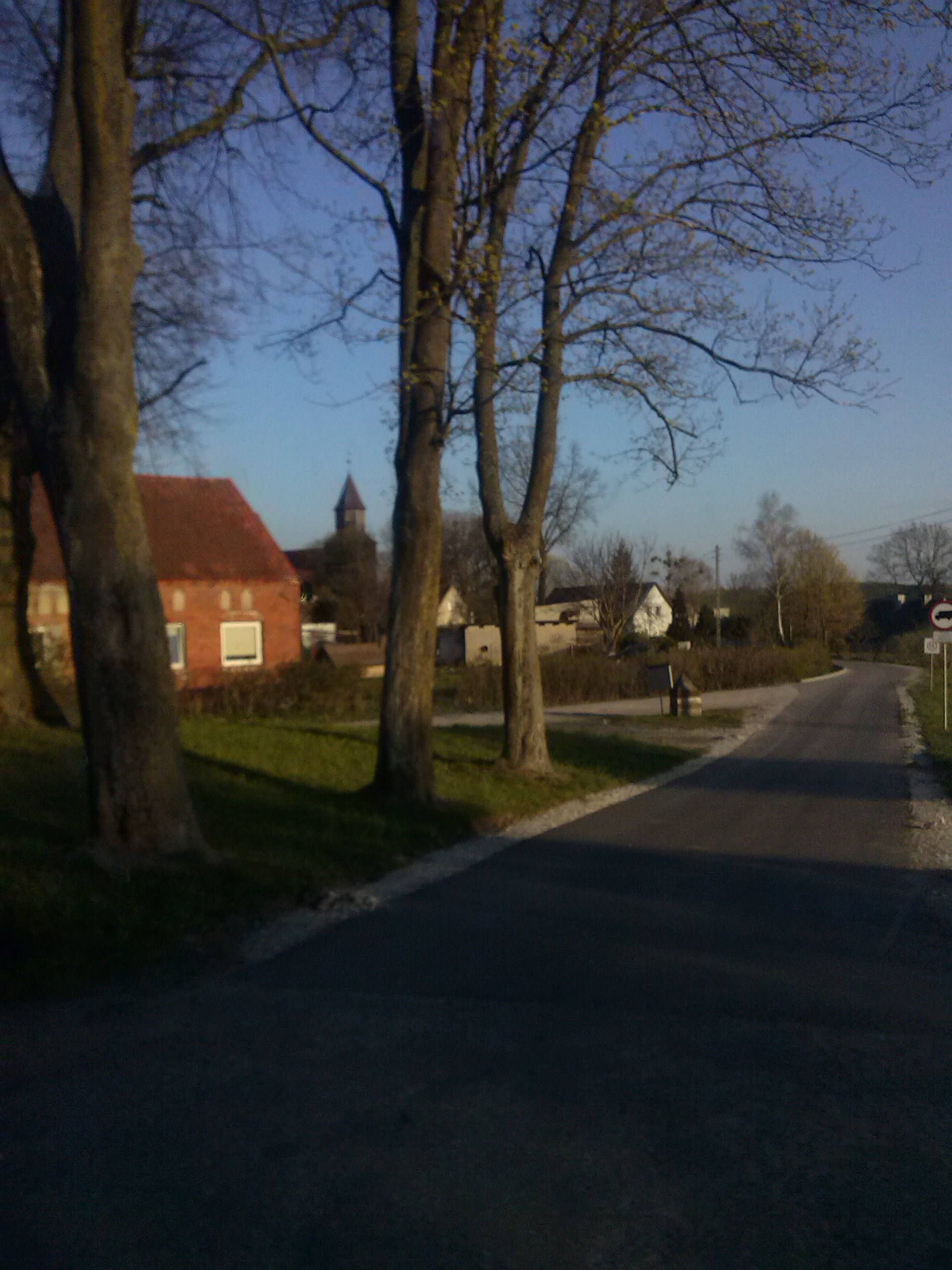
Dorfpartie (April 2019)

Ältere Ortsbezeichnungen sind Petirswald (1400), Petreswalde (1411) und Peterswald (1416). Peterswalde war zur Ordenszeit als kulmisches Dorf mit 44 Hufen Land gegründet worden. Die älteste Handfeste, die im ersten schwedischen Erbfolgekrieg verloren gegangen war, wurde durch das große Schulzen-Privilegium vom 12. Oktober 1641 ersetzt. Am 30. Juli 1476 wurden für den Nikolaus von Baysen 1000 preußische Mark auf Peterswalde miteingetragen, und König Kasimir II. der Jagellione gestattete es ihm, die Bauern auszukaufen, doch war Peterswalde trotzdem ein Bauerndorf geblieben.
Im Jahr 1945 gehörte das Dorf Peterswalde zum Landkreis Stuhm im Regierungsbezirk Marienwerder im Reichsgau Danzig-Westpreußen des Deutschen Reichs. Peterswalde war dem Amtsbezirk Wargels zugeordnet.
Im Januar 1945 wurde Peterswalde von der Roten Armee besetzt. Nach Beendigung der Kampfhandlungen wurde die Region seitens der sowjetischen Besatzungsmacht zusammen mit ganz Hinterpommern und der südlichen Hälfte Ostpreußens – militärische Sperrgebiete ausgenommen – der Volksrepublik Polen zur Verwaltung überlassen. Es wanderten nun Polen zu. Peterswalde wurde unter der polnischen Ortsbezeichnung „Pietrzwałd“ verwaltet. Die einheimische Bevölkerung wurde von der polnischen Administration mit wenigen Ausnahmen aus Peterswalde vertrieben.

### Demographie
| Jahr | Einwohner | Anmerkungen |
| ---- | --------- | --- |
| 1783 | –         | königliches Bauerndorf, mit einem Freischulzen-Gut, vier bebauten Pestliner Pfarrhuben und einer katholischen Filialkirche von Pestlin, Amt Stuhm, 28 Feuerstellen (Haushaltungen), in Westpreußen |
| 1818 | 281       | königliches Dorf, Amt Stuhm |
| 1852 | 410       | Dorf |
| 1864 | 421       | Dorf, darunter 34 Evangelische und 384 Katholiken |
| 1885 | 390       | am 1. Dezember, davon 40 Evangelische, 345 Katholiken und fünf sonstige Christen |
| 1910 | 327       | Landgemeinde, am 1. Dezember, darunter 39 Evangelische, 287 Katholiken und eine sonstige Person; 232 Personen mit polnischer Muttersprache                                                         |
| 1933 | 371       | [ 9 ] |
| 1939 | 361       | [ 9 ] |

## Kirche
Die Katholiken der vor 1945 anwesenden Dorfbevölkerung besuchten die Dorfkirche, die eine Filiale von Pestlin war. Das Kirchengebäude und seine Geschichte sind von Schmid 1909 ausführlicher beschrieben worden.
Die Protestanten der hier bis 1945 anwesenden Dorfbevölkerung gehörten zur evangelischen Pfarrei Stuhm.